# Witalij Sacharow
Witalij Sacharow (ukrainisch Віталій Захаров; * 5. November 1990 in Lemberg) ist ein ehemaliger ukrainischer Naturbahnrodler. Er fuhr im Einsitzer und im Doppelsitzer und startete von 2006 bis 2009 im Weltcup sowie bei Welt- und Europameisterschaften.

## Karriere
Witalij Sacharow nahm im Januar 2006 in Kindberg und Olang erstmals an zwei Weltcuprennen im Einsitzer teil. Mit den Plätzen 37 und 36 platzierte er sich aber nur im Schlussfeld und kam im Gesamtweltcup der Saison 2005/2006 auf Rang 51, punktegleich mit dem Norweger Kristian Roel. Bei der Europameisterschaft 2006 in Umhausen fuhr er unter 44 Startern auf Platz 41. Bei der Juniorenweltmeisterschaft 2006 in Garmisch-Partenkirchen kam Sacharow im Einsitzer auf Platz 31 und startete zusammen mit Ihor Senjuk auch erstmals im Doppelsitzer. Das Duo wurde jedoch im zweiten Durchgang disqualifiziert.
Ab der Saison 2006/2007 nahmen Witalij Sacharow und Ihor Senjuk drei Jahre lang auch gemeinsam an Weltcuprennen im Doppelsitzer teil. Während sie in ihrem ersten Winter nur einen zwölften und drei 15. Plätze erreichten, fuhren sie in den nächsten beiden Jahren insgesamt viermal unter die schnellsten zehn, womit sie in der Saison 2007/2008 den zehnten und in der Saison 2008/2009 den neunten Gesamtrang belegten. Bei Juniorenwelt- und Europameisterschaften erzielten sie ihr bestes Ergebnis in Longiarü 2009, als sie den vierten Platz erreichten. Im Einsitzer fuhr Witalij Sacharow in der Saison 2006/2007 in drei Weltcuprennen unter die schnellsten 30, wobei sein bestes Resultat ein 26. Platz im vorletzten Rennen in Moos in Passeier war. Im Gesamtweltcup erzielte er damit den 30. Platz und war unmittelbar vor seinem Teamkollegen Jewhen Prysjaschnjuk der bestplatzierte Ukrainer. In der Saison 2007/2008 erreichte er in allen sechs Weltcuprennen Platzierungen zwischen Rang 25 und 27. Das beste Ergebnis, ein 25. Platz, gelang ihm gleich im Auftaktrennen in Moos in Passeier. Den Gesamtweltcup beendete er an 29. Stelle, womit er seine beste Gesamtplatzierung erreichte. In der Saison 2008/2009 bestritt Witalij Sacharow nur drei Weltcuprennen und jedes beendete er an 28. Position. Bei den Juniorenmeisterschaften waren seine besten Einsitzer-Ergebnisse zwei 20. Plätze bei der Juniorenweltmeisterschaft 2008 in Olang und der Junioreneuropameisterschaft 2009 in Longiarü.
Bei Titelkämpfen in der Allgemeinen Klasse fuhr Witalij Sacharow bei der Europameisterschaft 2008 in Olang nur auf den 33. und letzten Platz im Einsitzer und mit Ihor Senjuk auf Platz zwölf im Doppelsitzer. Bei der Weltmeisterschaft 2007 war Sacharow nicht dabei gewesen, weil der ukrainische Verband keine Sportler in das kanadische Grande Prairie entsandte. Bei der Weltmeisterschaft 2009 in Moos in Passeier belegte er Platz 31 im Einsitzer und mit Senjuk wieder Rang zwölf im Doppelsitzer. Das Doppel Sacharow/Senjuk startete gemeinsam mit Michaela und Georg Maurer auch als deutsch-ukrainisches Team im Mannschaftswettbewerb und erreichte den siebenten Platz von zehn Teams. Nach 2009 nahm Witalij Sacharow an keinen internationalen Wettkämpfen mehr teil.

## Sportliche Erfolge
(Doppelsitzer mit Ihor Senjuk)

### Weltmeisterschaften
- Moos in Passeier 2009: 31. Einsitzer, 12. Doppelsitzer, 7. Mannschaft

### Europameisterschaften
- Umhausen 2006: 41. Einsitzer
- Olang 2008: 33. Einsitzer, 12. Doppelsitzer

### Juniorenweltmeisterschaften
- Garmisch-Partenkirchen 2006: 31. Einsitzer
- Latsch 2008: 20. Einsitzer, 7. Doppelsitzer

### Junioreneuropameisterschaften
- St. Sebastian 2007: 24. Einsitzer, 9. Doppelsitzer
- Longiarü 2009: 20. Einsitzer, 4. Doppelsitzer

### Weltcup
- Zweimal unter den besten 30 im Einsitzer-Gesamtweltcup
- Zweimal unter den besten zehn im Doppelsitzer-Gesamtweltcup
- Zwölf Top-30-Platzierungen in Einsitzer-Weltcuprennen
- Vier Top-10-Platzierungen in Doppelsitzer-Weltcuprennen